# قلعه‌های بایاس
قلعه‌های بایاس (به پرتغالی: Bias Fortes) یک منطقهٔ مسکونی در برزیل است که در میناز ژرایس واقع شده‌است. قلعه‌های بایاس ۳٬۳۲۹ نفر جمعیت دارد.